# Werfthafen Ruhrort

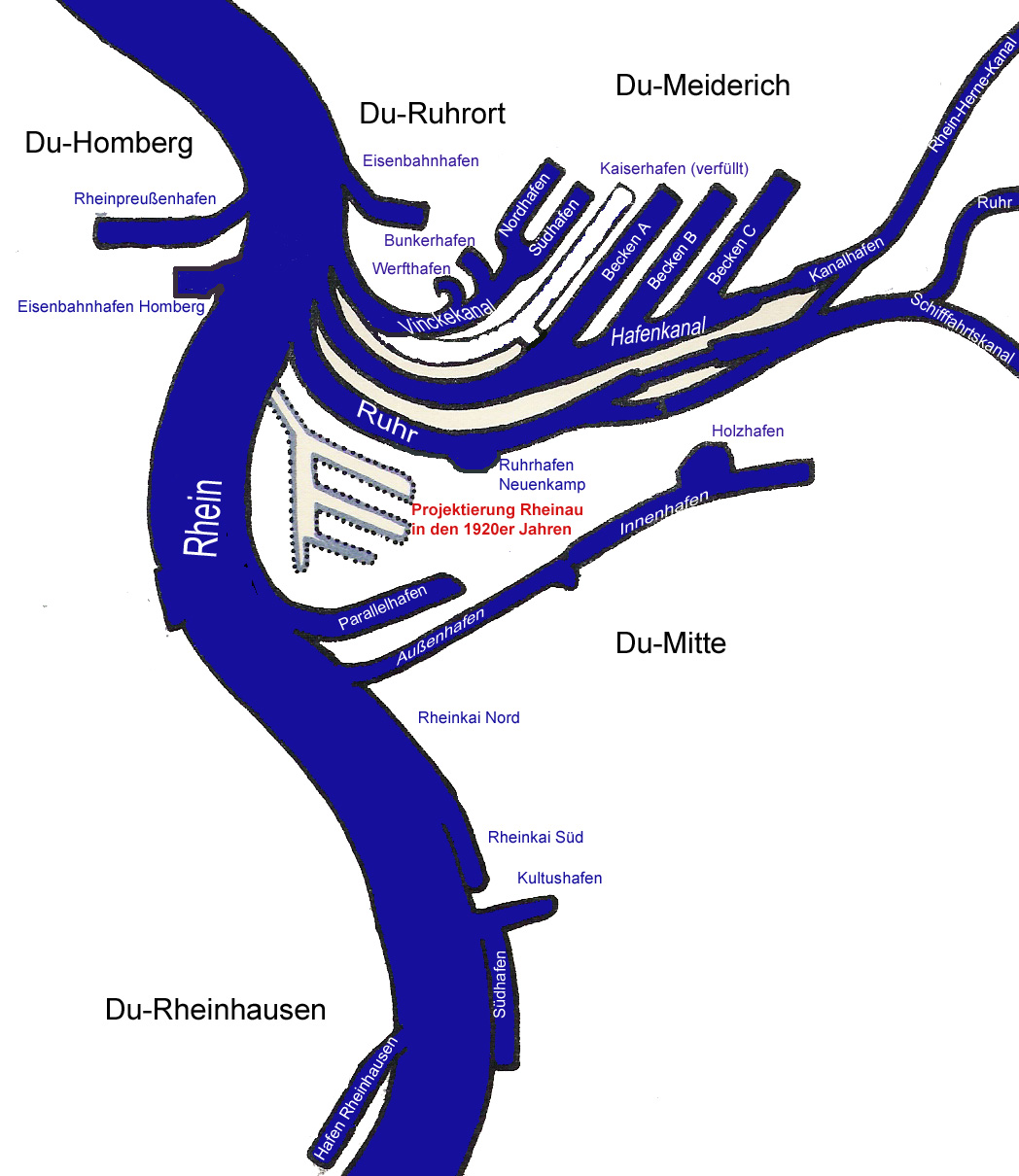
Übersicht Hafengelände in Duisburg

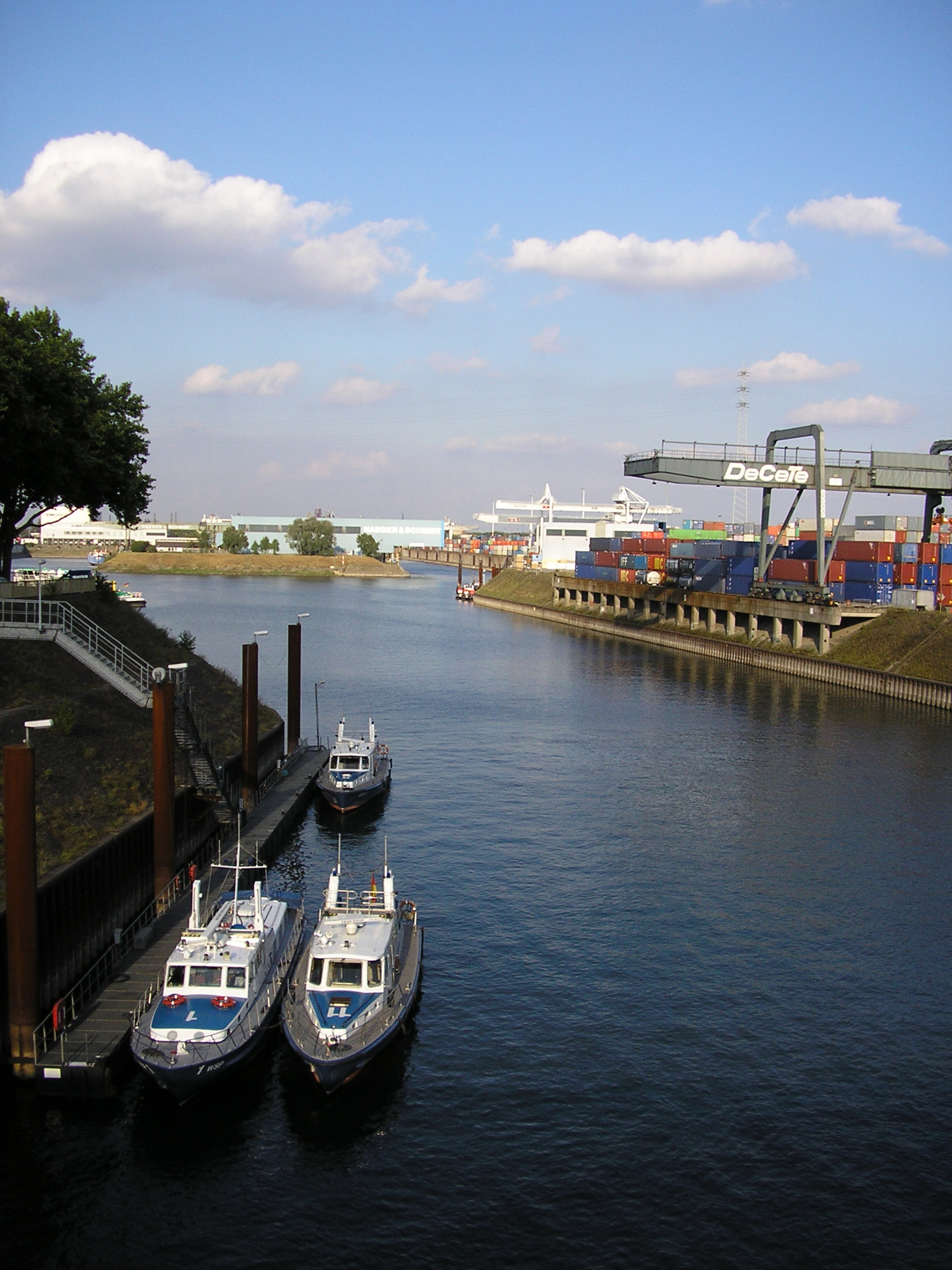
Vinckekanal mit Booten der Wasserschutzpolizei vor der Einmündung des Werfthafens

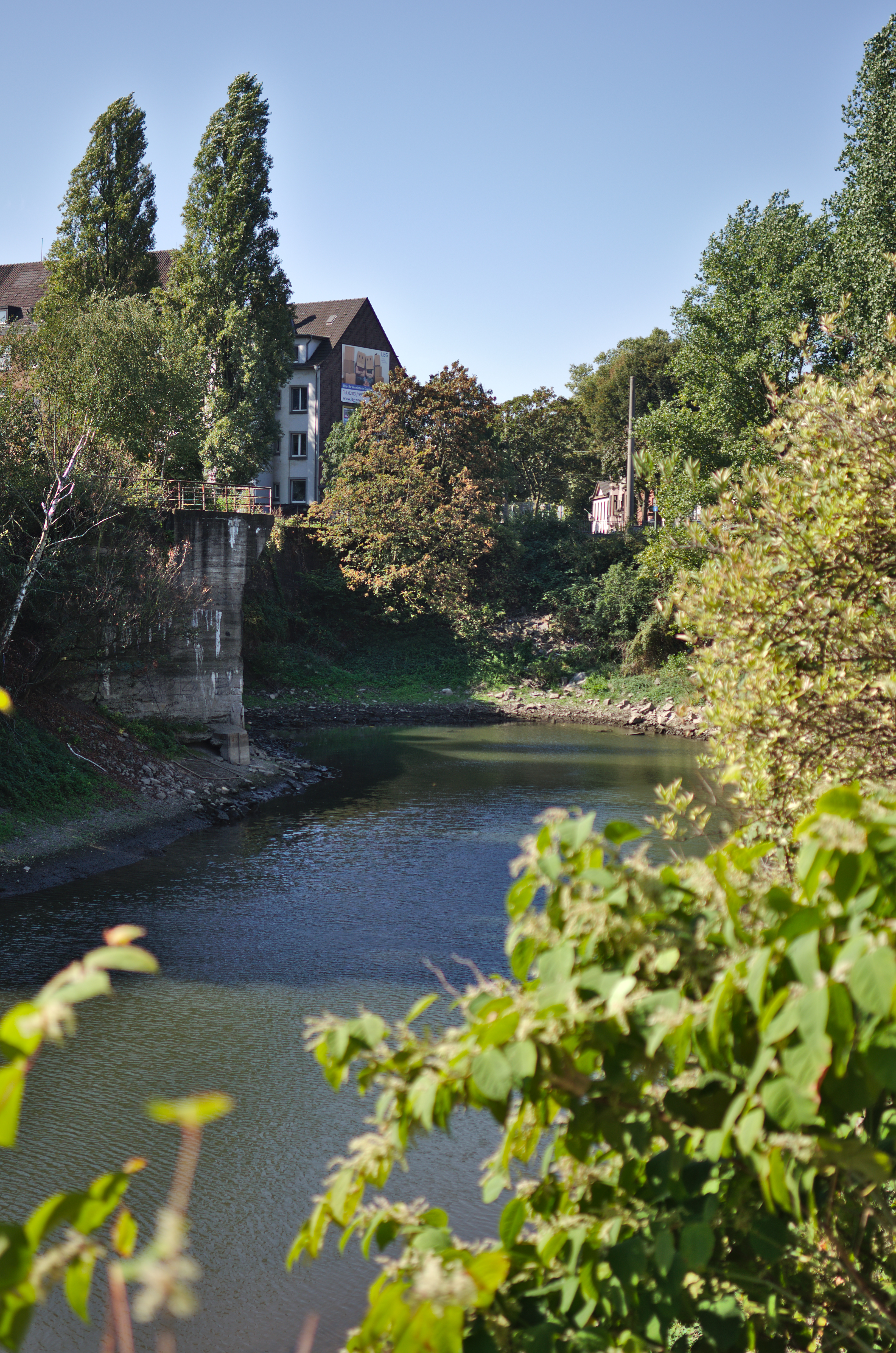
Hafenbecken des Werfthafens

Der Werfthafen, auch Ring- oder Inselhafen genannt, ist ein historisches Bauwerk in Duisburg-Ruhrort. Es steht als Bodendenkmal unter Denkmalschutz.

## Geschichte
Die preußische Verwaltung des Ruhrorter Hafens unter der Leitung von Freiherr Ludwig von Vincke ließ zwischen 1820 und 1825 den Werfthafen anlegen, das alte Hafenbecken am Rhein diente von da an als Zufahrt und wurde erweitert. Später entstand aus dieser Zufahrt der Vinckekanal. Das Becken des Werfthafens war oval mit einer Insel in der Mitte. Darauf siedelten sich Werften an, unter anderem die "Hüttengewerkschaft und Handlung Jakobi, Haniel & Huyssen, Sterkrade", die Dampfschiffe baute. Der erste in Preußen gebaute Rheindampfer Stadt Mainz lief 1830 hier vom Stapel.
1837 bis 1842 wurde der Hafen nochmals erweitert, der Schleusenhafen parallel um den Werfthafen geführt und mit ihm mittels eines Durchstichs verbunden. Das nördliche Ende des Schleusenhafens wurde nach den dort liegenden Kohlebunkern dann Bunkerhafen Ruhrort genannt. Ein 150 Meter langer Schleusenkanal stellte die Verbindung mit der Ruhr her.
Kurz vor dem Ersten Weltkrieg wurden große Bereiche von Werft- und Schleusenhafen wieder zugeschüttet, sie waren für moderne Schiffe zu klein geworden und wurden als Bauland für die Erweiterung von Ruhrort vorgesehen. Gebaut wurde allerdings erst nach dem Krieg, es entstand unter anderem 1922–23 das Tausendfensterhaus. Vom Werfthafen ist die nördliche Rundung erhalten geblieben, auf dem westlichen Teil des ehemaligen Hafenbeckens liegt heute der Vinckeplatz. Der Bunkerhafen ist vollständig erhalten. Zwischen beiden wurde im Rahmen der Internationalen Bauausstellung Emscher Park ein Uferweg mit künstlerischen Installationen angelegt.
Von der ehemaligen Hanielschen Werft ist noch das unter Denkmalschutz stehende Packhaus von 1862 erhalten. Die für den Umbau zur "KulturWerft" vorgesehene Schmiede von 1871 brannte Anfang 2010 fast vollständig ab und wurde Anfang 2011 endgültig abgerissen.